# 수창군
수창군(壽昌郡)은 지금의 수성구를 중심으로 대구광역시의 전신이 되는 신라 시대 삽량주의 행정구역으로, 후신라 시기에 존재했던 행정구역이었다. 속현으로는 지금의 대구광역시 중구 일대인 달구화현(達句火縣), 지금의 대구광역시 북구와 칠곡군 일대인 팔거리현(八居里縣), 지금의 달성군 하빈면을 치소로 하는 하빈현(河濱縣), 지금의 달성군 화원읍을 치소로 하는 화원현(花園縣)이 있었다.
2019년 신라 시대 대구 수성구에서 발견된 대규모 신라 관련 유적지가 아파트 건설을 명목으로 파괴되었다.

## 지금의대구광역시와의 차이
- 중심지의 차이

지금의 대구의 중심지는 중구이지만 당시의 중심지는 이름에서도 볼 수 있듯이 수성구였다.
- 관할 영역의 차이

당시의 대구광역시 동구는 지금의 경산시의 전신인 장산군에 소속되었고, 현풍현 또한 지금의 창녕군의 전신인 화왕군에 소속된 곳이었다. 그렇기 때문에 지금의 대구 동구와 경산시에 걸친 팔공산 또한 대구가 아닌 장산군 소속이었다.

## 고적
- 달구화현(達句火縣)

지금의 대구광역시 중구 일대로, 신문왕이 천도를 시도하려다가 무산된 곳이다.